# فراس دهني
فراس دهني (4 مايو 1965 -) هو مخرج ومنتج تلفزيوني وسينمائي سوري.

## حياته ونشأته
ولد فراس صلاح دهني في دمشق عام 4 مايو 1965، هو ابن السينمائي والكاتب صلاح دهني، بدأت رحلته الفنية باكراً في سن العاشرة حيث أدى دوراً أساسياً في فيلم «الأبطال يولدون مرتين» أمام النجم المصري «عمر حمدي» من إخراج والده «صلاح دهني». - في عام 1983 سافر إلى ألمانيا ليلتحق بدورة للغة الألمانية ومن ثم لينجز سنتي تدريب على تقنيات الفن السينمائي. - في عام 1986 التحق بالمعهد العالي للسينما والتلفزيون في «بوتسدام» في ألمانيا لدراسة الإخراج التلفزيوني والمسرحي. - قدم في السنة الرابعة من دراسته أطروحة بعنوان «السينما في سورية تناقض أم تكامل» كما قدّم فيلماً عن الشاعر السوري المقيم في ألمانيا «عادل قرشولي». - حصل على شهادة الدبلوم وكانت أطروحته النظرية للتخرج تحمل عنوان (التلفزيون في سورية: سيد وسائل الإتصال) أما اطروحته العملية فكانت في إخراج الفيلم الروائي (النهر) الذي مدته 14 دقيقة. - عاد إلى سورية في عام 1993 عمل مخرجاً في مديرية الإنتاج التلفزيوني في الهيئة العامة للإذاعة والتلفزيون.
تزوج من الممثلة ديمة الجندي سنة 2003، وتطلق سنة 2013، ولديه ابنة واحدة تدعي تاليا

## مسيرته[5]
- تولى منصب رئيس دائرة المخرجين في تموز 2002، بمديرية الإنتاج الفني في الهيئة العامة للإذاعة والتلفزيون.
- يقوم بالتدريس في المعهد العالي للفنون المسرحية لطلاب قسم المتثيل.
- يحاضر في مركز التدريب الإذاعي والتلفزيوني.
- باحث معتمد في شؤون السينما لدى هيئة الموسوعة العربية منذ عام 1996. -
- عضو منظمة نوادي السينما في العالم منذ عام 1988. -
- شارك حتى الآن بأكثر من أربعين مهرجاناً سينمائياً وتلفزيونياً دولياً وعربياً. -
- شارك في لجنة التحكيم بمنظمة عالمية تعنى بالأطفال في ميونخ.

## أعماله

### إنتاج
- سفر برلك (2023) – المنتج التنفيذي
- العاصوف ج3 (2022) – المنتج التنفيذي
- رشاش (2021) – رئيس قطاع الإنتاج
- حب بلا حدود (2018) – مشرف إنتاج
- حارة الشيخ (2016) – مشرف إنتاج
- تحالف الصبار (2014) – منتج فني
- المفتاح (2012) – الإشراف العام

### إخراج
- بنات الملاكمة ج2 2020 - مسلسل مخرج

- الشبيهة 2012 - مسلسل مخرج

مسلسل 2011 إخراج
- صبايا 2
- بقعة ضوء ج3

مسلسل 2003 إخراج
- شتاء ساخن

مسلسل 2009 الإخراج
- فجر آخر 2007 - مسلسل مخرج
- حكايا وخفايا 2005 - مسلسل مخرج
- سيد العشاق 2005 - مسلسل إخراج
- مغامرات صيفية 2001 - مسلسل مخرج
- خان الحرير ج1 1996 - مسلسل مخرج منفذ

- المتبقي 1995 - فيلم مخرج مساعد

## جوائز
في عام 2003 حصل فيلم «النهر» للمخرج فراس دهني على الجائزة الكبرى للأفلام الروائية ضمن مسابقة مهرجان برشلونة الإسباني.